# بلک‌راک
بلک‌راک (به انگلیسی: BlackRock) شرکت خدمات مالی چندملیتی آمریکایی است، که در زمینه سرمایه‌گذاری، مدیریت سرمایه‌گذاری، مدیریت ثروت و مدیریت دارایی فعالیت می‌کند و با دارایی تحت مدیریت حدود ۱۰ تریلیون دلار آمریکا، به‌عنوان بزرگ‌ترین شرکت مدیریت دارایی جهان شناخته می‌شود.
بلک راک به دنبال این است که خود را به عنوان یک پیشرو در صنعت در حاکمیت محیطی، اجتماعی و شرکتی (ESG) قرار دهد. این شرکت به دلیل بدتر شدن تغییرات آب و هوایی، روابط نزدیک آن با سیستم فدرال رزرو در طول همه‌گیری کووید-۱۹، رفتار ضدرقابتی و سرمایه‌گذاری‌های بی‌سابقه‌اش در چین با انتقاد مواجه شده‌است.
بلک‌راک در سال ۱۹۸۸ توسط لارنس فینک (رئیس هیئت مدیره کنونی) و با مشارکت رابرت کاپیتو و سوزان واگنر تأسیس شد و در سال‌های نخست به‌عنوان شرکت تابعه گروه بلک‌استون فعالیت نمود. ستاد مرکزی این شرکت در شهر نیویورک قرار دارد و بخشی از سهام آن در بازار بورس نیویورک دادوستد می‌شود.

## تاریخچه

### ۱۹۸۸–۱۹۹۷
بلک راک در سال ۱۹۸۸ توسط لری فینک، رابرت اس. کاپیتو، سوزان واگنر، باربارا نوویک، بن گلوب، هیو فراتر، رالف شلاستاین و کیت اندرسون تأسیس شد تا از دیدگاه مدیریت ریسک، خدمات مدیریت دارایی را به مشتریان سازمانی ارائه دهد. فینک، کاپیتو، گلوب و نویک در فرست بوستون، جایی که فینک و تیمش پیشگامان بازار اوراق بهادار با پشتوانه وام مسکن در ایالات متحده بودند، با هم کار کرده بودند. در دوران تصدی فینک، او ۱۰۰ میلیون دلار به عنوان رئیس فرست بوستون ضرر کرده بود. این تجربه انگیزه ای بود برای توسعه آنچه که او و دیگران آن را مدیریت ریسک عالی و شیوه‌های امانتداری می‌دانستند. در ابتدا، فینک به دنبال تأمین مالی (برای سرمایه عملیاتی اولیه) از پیت پترسون از گروه بلک استون بود که به چشم‌انداز فینک دربارهٔ یک شرکت اختصاص داده شده به مدیریت ریسک اعتقاد داشت. پترسون آن را مدیریت مالی بلک استون نامید. در ازای ۵۰ درصد سهام در تجارت اوراق قرضه، در ابتدا بلک استون به فینک و تیمش خط اعتباری ۵ میلیون دلاری داد. در عرض چند ماه، این تجارت به سوددهی تبدیل شد و تا سال ۱۹۸۹ دارایی‌های گروه چهار برابر شد و به ۲٫۷ میلیارد دلار رسید. درصد سهام متعلق به بلک استون نیز در مقایسه با کارکنان فینک به ۴۰ درصد کاهش یافت.
تا سال ۱۹۹۲، بلک استون سهمی معادل ۳۵ درصد از شرکت داشت و استفان آ. شوارتزمن و فینک در حال بررسی فروش سهام به عموم بودند. این شرکت نام بلک راک را برگزید و تا پایان سال ۱۷ میلیارد دلار دارایی را مدیریت کرد. در پایان سال ۱۹۹۴، بلک راک ۵۳ میلیارد دلار را مدیریت می‌کرد. در سال ۱۹۹۴، شوارتزمن و فینک بر سر روش‌های جبران خسارت و برابری با یکدیگر اختلاف داشتند. فینک بر خلاف شوارتزمن که نمی‌خواست سهام بلک استون را بیشتر کاهش دهد، می‌خواست سهام خود را با افراد جدید به اشتراک بگذارد، تا استعدادها را از بانک‌ها جذب کند. آنها موافقت کردند که راه خود را از هم جدا کنند و شوارتزمن بلک راک را فروخت، تصمیمی که او بعداً آن را «اشتباهی قهرمانانه» خواند. ۲۴۰ میلیون دلار.[۱۵] این واحد وام مسکن و سایر دارایی‌های با درآمد ثابت معامله می‌کرد، و در طی فرایند فروش، نام واحد از مدیریت مالی بلک استون به مدیریت مالی بلک راک تغییر کرد.شوارتزمن با بلک استون باقی ماند، در حالی که فینک رئیس هیئت مدیره و مدیر عامل شرکت بلک راک شد.

### ۱۹۹۹–۲۰۰۹
بلک راک در سال ۱۹۹۹ با قیمت ۱۴ دلار برای هر سهمدر بورس اوراق بهادار نیویورک عرضه شد. تا پایان سال ۱۹۹۹، بلک راک ۱۶۵ میلیارد دلار دارایی را مدیریت می‌کرد. بلک راک هم به صورت همیشگی و هم با خرید رشد کرد. در اوت ۲۰۰۴، بلک راک اولین خرید بزرگ خود را انجام داد و شرکت هلدینگ State Street Research & Management SSRM Holdings, Inc. را از مت لایف به مبلغ ۳۲۵ میلیون دلار نقد و ۵۰ میلیون دلار سهام خرید. این خرید، دارایی‌های تحت مدیریت بلک راک را از ۳۱۴ میلیارد دلار به ۳۲۵ میلیارد دلار افزایش داد. این معامله شامل کسب و کار صندوق سرمایه‌گذاری ایالتی تحقیقات و وال استریت در سال ۲۰۰۵ بود.دولت ایالات متحده برای کمک به حل و فصل پیامدهای بحران مالی سال ۲۰۰۸ با بلک راک قرارداد منعقد کرد. طبق گفته Vanity Fair، مؤسسه مالی در واشینگتن و وال استریت معتقد بود که بلک راک بهترین انتخاب برای این کار است. فدرال رزرو به بلک راک اجازه داد تا بر تسویه بدهی ۱۳۰ میلیارد دلاری بر استیرنز و گروه بین‌المللی آمریکایی نظارت کند.

### ۲۰۲۰-الان
فینک در نامه سرگشاده سالانه خود در سال ۲۰۲۰، پایداری زیست‌محیطی را به عنوان یک هدف اصلی برای تصمیمات سرمایه‌گذاری آینده بلک راک اعلام کرد.بلک راک برنامه‌هایی برای فروش ۵۰۰ میلیون دلار سرمایه‌گذاری زغال‌سنگ را فاش کرد.
در مارس ۲۰۲۰، فدرال رزرو، بلک راک را برای مدیریت دو برنامه خرید اوراق قرضه شرکتی در پاسخ به همه‌گیری ویروس کرونا، تسهیلات اعتباری شرکتی ۵۰۰ میلیارد دلاری (PMCCF) و تسهیلات اعتباری شرکتی بازار ثانویه (SMCCF) و همچنین خرید انتخاب کرد. توسط سیستم فدرال رزرو اوراق بهادار تجاری با پشتوانه وام مسکن (CMBS) که توسط انجمن ملی وام مسکن دولتی، انجمن ملی وام مسکن فدرال، یا شرکت وام مسکن فدرال وام مسکن تضمین شده‌است.
در اوت ۲۰۲۰، بلک راک از کمیسیون تنظیم مقررات اوراق بهادار چین برای راه اندازی کسب و کار صندوق سرمایه‌گذاری مشترک در این کشور مجوز دریافت کرد. این امر بلک راک را به اولین مدیر دارایی جهانی تبدیل کرد که از دولت چین برای شروع عملیات در این کشور رضایت گرفت.
در ژانویه ۲۰۲۰، پی ان سی سهام خود را در بلک راک فروخت.
از سال ۲۰۲۱، بلک راک مالک ۷٫۵۰ درصد سهام HSBC Holdings plc است، که آن را به دومین سهامدار بزرگ بعد از بیمه پینگ آن تبدیل می‌کند.